# ثيو مايا
ثيو مايا هو لاعب كرة قدم برازيلي في مركز الوسط، ولد في 29 يناير 1998 في ريو دي جانيرو في البرازيل. لعب مع FC Isloch Minsk Raion ‏.

## وصلات خارجية
- ثيو مايا على موقع قاعدة بيانات كرة القدم.إي يو (الإنجليزية)
- ثيو مايا على موقع Soccerway.com (الإنجليزية)
- ثيو مايا على موقع عالم كرة القدم.نت (الإنجليزية)